# Hadropithecus stenognathus
Hadropithecus stenognathus es una especie extinta de lémur, único representante conocido del género Hadropithecus. Pertenece a la familia Indriidae, de la cual existen especies vivas actualmente.
Su tórax era angosto y profundo y, como Archaeolemur, tenía una cola larga y miembros cortos, sacrificando cualquier posibilidad de salto. Difiere de Archaeolemur por poseer húmeros más largos, y miembros traseros más robustos. Aunque se ha comprobado que su esqueleto presenta señales de cuadrupedismo, es probable que poseyera un repertorio amplio de posiciones corporales, tal como los gorilas. Nada en su anatomía postcraneal revela su proximidad genética con los géneros Indriidae o Palaeopropithecinae.
Los restos fósiles de sus manos muestran que sus dedos eran cortos y poseía un prepollex prolongado. La morfología de los huesos sugiere adaptaciones motoras y posturales pronógradas, similares a los lémures y los simios del Viejo Mundo. Todo indica que no realizaba actividades antipronógradas, como trepar o suspenderse, aunque sus parientes vivientes más cercanos sí las realizan.